# Physetica caerulea
Physetica caerulea là một loài bướm đêm trong họ Noctuidae.